# Everett Alvarez Jr.
Everett Alvarez Jr. (sinh ngày 23 tháng 12 năm 1937)  là một sĩ quan Hải quân Hoa Kỳ, là một trong những tù binh phải chịu khoảng thời gian bị cầm tù dài nhất trong lịch sử quân đội Hoa Kỳ. Alvarez là phi công Mỹ đầu tiên bị bắn rơi và giam giữ trong Chiến tranh Việt Nam, sau khi trải qua hơn tám năm bị giam giữ, ông trở thành tù binh Mỹ bị giam cầm lâu thứ hai, chỉ đứng sau Đại tá Floyd James Thompson thuộc Lục quân Hoa Kỳ.

## Thời niên thiếu và thời gian bị giam giữ
Alvarez sinh năm 1937 tại Salinas, California.  Ông là cháu nội của những người nhập cư từ Mexico. Ông đã theo học tại Đại học Santa Clara nhờ nhận được học bổng học thuật.  Sau đó, ông gia nhập Hải quân Hoa Kỳ vào năm 1960 và được chọn tham gia chương trình đào tạo phi công.
Vào ngày 5 tháng 8 năm 1964, trong Chiến dịch Mũi Tên Xuyên, Thiếu úy Alvarez điều khiển máy bay Douglas A-4 Skyhawk và bị bắn rơi sau những diễn biến trong sự kiện Vịnh Bắc Bộ.  Ông đã chịu đựng 8 năm 7 tháng bị giam cầm bởi miền Bắc Việt Nam tại nhà tù Hỏa Lò (nơi mà các tù binh Hoa kỳ mỉa mai là "Hanoi Hilton; (Khách sạn Hà Nội)", nơi ông bị đánh đập và tra tấn nhiều lần. Alvarez được đồng đội tù binh đánh giá cao bởi vì gần như trong suốt một năm, ông là tù binh phi công duy nhất.

## Trở về Hoa Kỳ
Ông được thả tự do vào ngày 12 tháng 2 năm 1973 là một phần trong nhóm tù binh Hoa kỳ đầu tiên được đưa về trong Chiến dịch Homecoming, sau thời gian dài 3.113 ngày chịu giam giữ. Sau khi được điều trị tại bệnh viện, Alvarez tham gia tập huấn lái máy bay tại đơn vị VT-21 ở NAS Kingsville, sau đó tiếp tục học tập tại Học viện Hải quân Hoa Kỳ, nơi ông đạt bằng thạc sĩ chuyên ngành Nghiên cứu hoạt động và Phân tích hệ thống (tiếng Anh: Research and Systems Analysis) vào tháng 10 năm 1976. Nhiệm vụ cuối cùng của ông là quản lý chương trình tại Cơ quan Hệ thống Hàng không Hải quân ở Washington, D.C từ tháng 10 năm 1976 cho đến khi ông nghỉ hưu vào ngày 30 tháng 6 năm 1980.
Alvarez là đồng tác giả hai cuốn sách Chained Eagle và Code Of Conduct, viết về trải nghiệm của mình trong suốt thời gian làm tù binh. Trường Trung học Everett Alvarez nằm ở quê nhà Salinas, California của ông được đặt theo tên ông. Bên cạnh đó, một công viên tại Santa Clara, California và một bưu điện ở Montgomery County, Maryland cũng được đặt tên để vinh danh ông.
Một khu phân khu tại Trạm Hàng không Hải quân Lemoore ở California được đặt theo tên Alvarez trong thời gian ông bị giam giữ.
Vào năm 2012, chi nhánh Mobile, Alabama của Hiệp hội Sĩ quan Dịch vụ Hàng hải (ANSO) được đặt tên theo Alvarez.
Everett Alvarez Jr.  đã được trao Giải thưởng Lone Sailor tại Washington, D.C. vào ngày 18 tháng 9 năm 2012.

## Cuộc sống sau khi rời quân ngũ

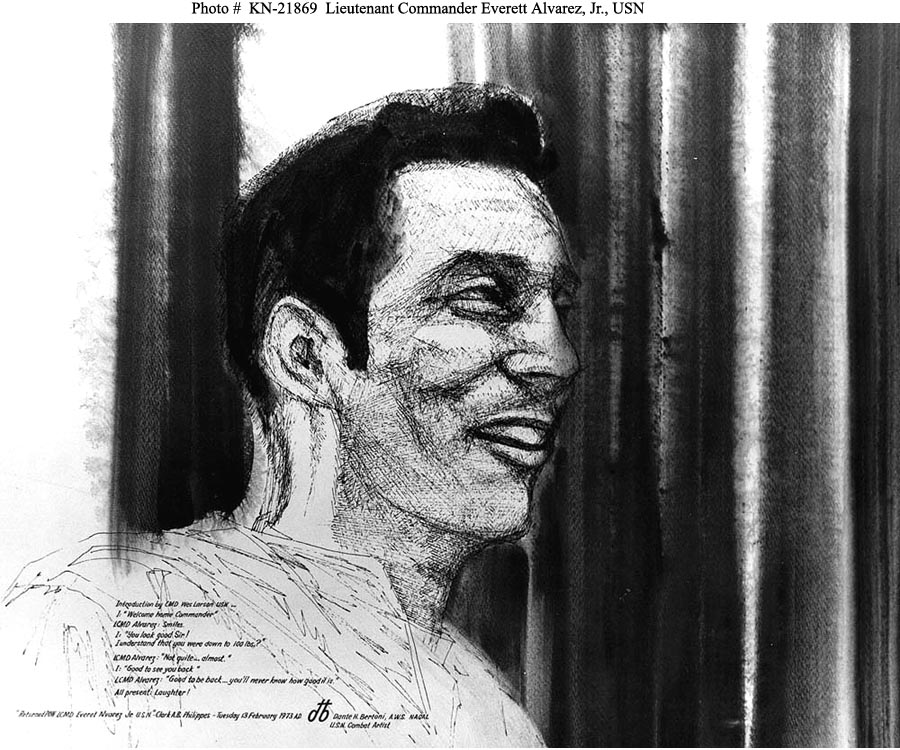
Đại úy trung cấp Everett Alvarez Jr. trong bức phác họa "Welcome Home" của họa sĩ chiến trường Dante H. Bertoni.

Ông nghỉ hưu khỏi Hải quân Hoa Kỳ với cấp bậc đại tá vào năm 1980. Sau đó, ông đã giành được bằng Thạc sĩ về Nghiên cứu Hoạt động và Phân tích Hệ thống và bằng Tiến sĩ Luật (tiếng Anh: Juris Doctor).
Vào tháng 4 năm 1981, ông được Tổng thống Hoa Kỳ Ronald Reagan bổ nhiệm vào chức vụ Phó Chủ tịch của tổ chức Peace Corps. Vào tháng 7 năm 1982, Tổng thống Reagan và Thượng viện Hoa Kỳ đề cử và xác nhận ông là Phó Quản trị viên của Cơ quan Đặc trách Cựu chiến binh (VA). Sau sáu năm làm việc tại VA, ông được Tổng thống Reagan bổ nhiệm vào năm 1988 vào Hội đồng Đại học Dịch vụ Quân đội về Khoa học Sức khỏe (USUHS) tại  Bethesda, Maryland. Ông đã phục vụ trong Hội đồng này gần 21 năm, bao gồm việc hai lần giữ chức Chủ tịch Hội đồng.
Alvarez đã tham gia lực lượng đặc nhiệm của Nhà Trắng, với mục tiêu cải thiện việc cung cấp dịch vụ chăm sóc sức khỏe cho các cựu chiến binh quốc gia. Gần đây, ông đã đảm nhận vai trò Chủ tịch Ủy ban Nghiên cứu Cải tổ và Nâng cao Tài sản vốn của VA (CARES).  Ngoài ra, ông cũng là thành viên của Hội đồng Giám sát độc lập tại Đại học Grantham.
Năm 2015, Alvarez và chị gái Delia Alvarez ) đã cùng tham gia bộ phim tài liệu do Đài truyền hình công cộng (PBS) sản xuất, với sự thực hiện của nhà sản xuất Mylène Moreno, mang tựa đề On Two Fronts: Latinos & Vietnam.

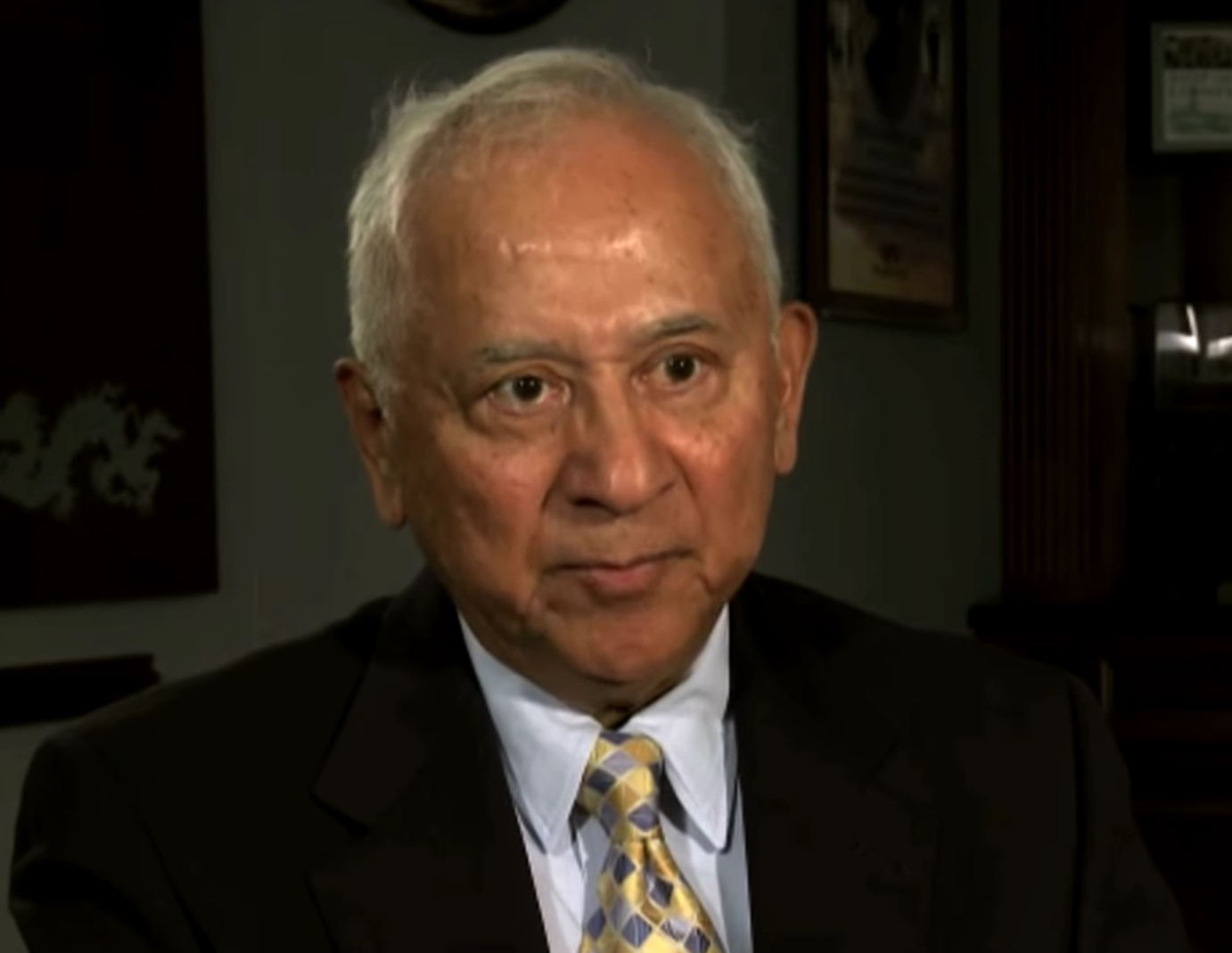
Ông Alvarez vào năm 2012

Alvarez là thành viên trọn đời của Hội đồng Fellows thuộc Đại học Santa Clara. Ông đã từng là thành viên Hội đồng quản trị của Đại học Cao học Quốc tế Dân chủ tại Washington, DC. Ngoài ra, ông còn tham gia Hội đồng Washington, DC của trường Đại học William & Mary. Ông là thành viên trong Ủy ban Cố vấn Hội đồng Năm Ngôi sao của Dự án Lịch sử Cựu chiến binh tại Thư viện Quốc hội. Năm 2004, ông đã thành lập công ty Alvarez LLC, chuyên cung cấp dịch vụ và sản phẩm công nghệ thông tin cho chính phủ Hoa Kỳ. Vào tháng 3 năm 2014, Bộ trưởng Quốc phòng Hoa Kỳ Chuck Hagel đã chỉ định Alvarez vào Hội đồng Tư vấn Kỷ niệm Chiến tranh Việt Nam.

## Đời sống cá nhân
Alvarez đã kết hôn cùng với bà Thomasine Ilyas và có hai người con.

## Giải thưởng quân sự
Alvarez đã nhận được nhiều giải thưởng quân sự trong suốt sự nghiệp phục vụ của mình, các giải thưởng này bao gồm: huân chương Silver Star, 2 huân chương Legions of Merit, 2 huy chương Bronze Star Medals, huy chương Distinguished Flying Cross, 2 huân chương Purple Hearts.